# مسعودي السفر (دار خوين)
مسعودي السفر (بالفارسية: مسعودی آل‌صفر) هي منطقة سكنية تقع في إيران في قسم دار خوين الريفي. يقدر عدد سكانها بـ 50 نسمة .